# Дхараниндраварман II
Дхараниндраварман II (кхмер. ធរណីន្ទ្រវម៌្មទី២) — правитель Кхмерской империи (1150—1160)

## Биография
Двоюродный брат Сурьявармана II.
Как считает исследователь Клод Жак, он не обладал абсолютной властью и правил лишь ограниченной территорией. Известно, что он участвовал в военной кампании против чамов в 1160 году, которую возглавлял его сын.
Посмертное имя Параманишкалапада.